# Schriften der Gesellschaft Naturforschender Freunde zu Berlin
Schriften der Gesellschaft Naturforschender Freunde zu Berlin (abreviado Schriften Ges. Naturf. Freunde Berlin) fue una revista con ilustraciones y descripciones botánicas que fue publicada en Berlín desde 1787 hasta 1794, publicándose los números 7 al 11. Fue precedida por Schriften Berlin. Ges. Naturf. Freunde y reemplazada por Neue Schriften Ges. Naturf. Freunde Berlin.